# Jerold F. Lucey
Jerold Francis Lucey (26 de marzo de 1926 - 10 de diciembre de 2017) fue un pediatra y editor de revistas estadounidense. Se especializó en el campo de la neonatología e introdujo varias terapias para el uso convencional en los Estados Unidos, incluida la fototerapia para la ictericia del recién nacido, el monitoreo de oxígeno transcutáneo y el uso de surfactante pulmonar.

## Vida y carrera
Lucey nació en Holyoke, Massachusetts, en 1926. Después de graduarse de Dartmouth College en 1948, después de haber estudiado zoología, completó su Doctorado en Medicina en la Escuela de Medicina de la Universidad de Nueva York en 1952. Fue pasante en el Hospital Bellevue y residente en el Columbia-Presbyterian Medical Center, el centro médico de la Universidad de Columbia, antes de completar una beca de investigación centrada en la ictericia del recién nacido en el Boston Children's Hospital y Escuela de Medicina Harvard. Se mudó a Vermont en 1956 para unirse a la Escuela de Medicina de la Universidad de Vermont, y fue ascendido a profesor en 1967. Fue nombrado Profesor de Neonatología de Harry Wallace en 1995 y permaneció en ese papel hasta su retiro en 2009.
Lucey fue responsable de introducir fototerapia en los Estados Unidos como tratamiento para la ictericia en los recién nacidos; Aunque la técnica había sido inventada anteriormente, Lucey realizó el primer ensayo importante que demostró que la fototerapia fue efectiva. También lideró el primer ensayo controlado aleatorio de uso de surfactante pulmonar en el síndrome de dificultad respiratoria neonatal, lo que llevó a su uso generalizado en bebés prematuros. Del mismo modo, promovió el uso de monitoreo de saturación de oxígeno transcutáneo en recién nacidos después de verlo usado en Alemania.
Lucey fue editor en jefe de la revista de la Academia Americana de Pediatría, Pediatrics, desde 1974 hasta 2008. Recibió el Premio John Howland, el más alto honor de la American Pediatric Society, en 2009. Murió a causa de un derrame cerebral el 10 de diciembre de 2017 en Osprey, Florida.